# Embalse Porvenir
Embalse Porvenir är en sjö i Kuba.   Den ligger i provinsen Provincia de Camagüey, i den östra delen av landet, 500 km öster om huvudstaden Havanna. Embalse Porvenir ligger 51 meter över havet. Arean är 35 kvadratkilometer. I omgivningarna runt Embalse Porvenir växer huvudsakligen savannskog. Den sträcker sig 11,2 kilometer i nord-sydlig riktning, och 7,7 kilometer i öst-västlig riktning.